# The Save The Children Fund Film
The Save The Children Fund Film és un documental britànic de 50 minuts de 1971 dirigit per Ken Loach i produït per Tony Garnett. Originalment conegut com a In Black and White, va ser encarregat per London Weekend Television en nom de l'organització benèfica Save the Children.

## Sinopsi
Tracta sobre el treball de Save the Children, una organització benèfica britànica que treballa per a nens d'arreu del món. Aquesta pel·lícula analitza exemples del treball de l'organització a Anglaterra i Àfrica: el Starehe Boys Center and School a Kenya. Segons el biògraf de Garnett, Stephen Lacey, els cineastes es van oposar al que consideraven l'"actitud neocolonial de l'organització cap a les cultures indígenes".
A la pel·lícula, el director Ken Loach visita una institució de Nairobi on es prohibia els nens conversar en la llengua materna. També surten diversos empleats fent comentaris despectius sobre els pares dels joves Mancunians a càrrec seu.

## Prohibició
Save the Children no va estar d'acord amb el documental i es va negar a pagar-la. Van impedir que es projectés fins al 2011, quan finalment van acceptar permetre una projecció al BFI. Kestrel Films, cofundada per Tony Garnett i altres, gairebé va fer fallida en la seva batalla legal amb l'organització.
S'ha projectat a la Universitat de Birmingham el 2014, a la Universitat de Bristol el 2015 i a la Universitat de Warwick el 2017. La projecció a Warwick va ser seguida d'una taula rodona, a la qual va assistir l'aleshores cap d'Afers Humanitaris de Save the Children UK.
Una còpia de la pel·lícula es conserva als arxius del British Film Institute i es pot veure (gratuïtament) a la mediateca de BFI i reservant l'hora a un dels visualitzadors.